# Ashland, Kansas
Ashland är administrativ huvudort i Clark County i Kansas. Enligt 2020 års folkräkning hade Ashland 783 invånare.